# Rimyongsu Sports Club
Rimyongsu (kor. 리명수) – koreański klub piłkarski z KRLD.

## Sukcesy
Międzynarodowe
| \| \| Zdobyte trofea w rozgrywkach międzynarodowych (stan na: 2017 r.) \| |                                                                  |      |          |
| Rozgrywki                                                                 | Osiągnięcie                                                      | Razy | Sezon(y) |
| Puchar Prezydenta AFC                                                     | zdobywca                                                         | -    |          |
| Puchar Prezydenta AFC                                                     | finalista                                                        | 1    | 2014     |
| FIFA                                                                      | Zdobyte trofea w rozgrywkach międzynarodowych (stan na: 2017 r.) |      |          |

Krajowe
| \| \| Zdobyte trofea w rozgrywkach Korei Północnej (stan na: 2017 r.) \| |                                                                 |               |                  |
| Rozgrywki                                                                | Osiągnięcie                                                     | Razy          | Sezon(y)         |
| Mistrzostwo                                                              | I miejsce                                                       | –             |                  |
| Mistrzostwo                                                              | II miejsce                                                      | co najmniej 3 | 1995, 1996, 2002 |
| Mistrzostwo                                                              | III miejsce                                                     | ?             |                  |
| Korea Północna                                                           | Zdobyte trofea w rozgrywkach Korei Północnej (stan na: 2017 r.) |               |                  |

## Zawodnicy
Reprezentanci kraju grający w klubie
- An Ch‘ŏl Hyŏk
- Jong Ch‘ŏl Min
- Kim Kyŏng Il
- Pak Ch‘ŏl Min
- Pak Sŏng Chŏl
- Jong Il Gwan